# Абдурахман Алити
Абдурахман или Абдираман Алити (на албански: Abdurahman Aliti) е политик и дипломат от Република Македония, посланик в България (2005 – 2008).

## Биография
Роден е в 1945 година в положкото село Желино. Завършва е право в Скопския университет „Св. св. Кирил и Методий“. Работи като учител в Желино. Работи в Градския съвет и дълго време в Събранието на Общината в Тетово (1969 – 1988). Като председател на Комитета за здравеопазване и социална политика, поради настояване за по-големи политически права на албанците в Социалистическа Република Македония е уволнен от работа.
От 1991 до 2002 година е депутат в парламента на Република Македония, а 1994 до 1999 година е председател на Партията за демократичен просперитет. След вторите парламентарни избори в 1994 година е избран за заместник-председател на парламента заедно с Тито Петковски и Киро Поповски.